# Rote Küppel
Der Rote Küppel ist eine 377,9 m ü. NHN hohe Erhebung im Mittelgebirge Taunus. Er liegt bei Wolfenhausen im hessischen Landkreis Limburg-Weilburg.

## Geographie

### Lage
Der Rote Küppel erhebt sich im Östlichen Hintertaunus innerhalb des Naturparks Taunus. Der Gipfel des in der Gemarkung von Wolfenhausen befindlichen Bergs liegt 0,75 Kilometer (km) nördlich von Wolfenhausen und 1,75 km östlich von Langhecke. Etwa 3,75 km südlich liegt der Koberg (460,5 m) bei Haintchen. 2,75 Kilometer östlich vom Roten Küppel entspringt der Wolfenhäuser Bach, der unterhalb der Ortslage von Wolfenhausen nach dem Herrenwiesbach Zufluss Laubusbach heißt.

### Naturräumliche Zuordnung
Der Rote Küppel zählt in der naturräumlichen Haupteinheitengruppe Taunus (Nr. 30), in der Haupteinheit Östlicher Hintertaunus (302) zum Naturraum Steinfischbacher Hintertaunus (302.7).

## Namensgebung
Der Ursprung der Namensgebung „Rote Küppel“ hängt vermutlich mit den in früheren Jahrhunderten liegenden Roteisenerzgruben um den Berg zusammen.